# Österrike i olympiska vinterspelen 2018
Österrike deltog i de olympiska vinterspelen 2018 i Pyeongchang, Sydkorea, med en trupp på 100 idrottare (60 män och 40 kvinnor) fördelade på 12 sporter.
Vid invigningsceremonin bars Österrikes flagga av alpina skidåkaren Anna Veith.

## Medaljörer
| Medalj | Namn                                                                                                 | Sport               | Gren                  | Datum            |
| ------ | --- | ------------------- | --------------------- | ---------------- |
| Guld   | Marcel Hirscher                                                                                      | Alpin skidåkning    | Herrarnas kombination | 13 februari 2018 |
| Guld   | Marcel Hirscher                                                                                      | Alpin skidåkning    | Herrarnas storslalom  | 18 februari 2018 |
| Guld   | Matthias Mayer                                                                                       | Alpin skidåkning    | Herrarnas super-G     | 16 februari 2018 |
| Guld   | David Gleirscher                                                                                     | Rodel               | Herrarnas singel      | 11 februari 2018 |
| Guld   | Anna Gasser                                                                                          | Snowboard           | Damernas big air      | 22 februari 2018 |
| Silver | Stephanie Brunner Manuel Feller Katharina Gallhuber Katharina Liensberger Michael Matt Marco Schwarz | Alpin skidåkning    | Lagtävling            | 24 februari 2018 |
| Silver | Anna Veith                                                                                           | Alpin skidåkning    | Damernas super-G      | 17 februari 2018 |
| Silver | Peter Penz Georg Fischler                                                                            | Rodel               | Herrarnas dubbel      | 14 februari 2018 |
| Brons  | Katharina Gallhuber                                                                                  | Alpin skidåkning    | Damernas slalom       | 16 februari 2018 |
| Brons  | Michael Matt                                                                                         | Alpin skidåkning    | Herrarnas slalom      | 22 februari 2018 |
| Brons  | Lukas Klapfer                                                                                        | Nordisk kombination | Normalbacke + 10 km   | 14 februari 2018 |
| Brons  | Wilhelm Denifl Lukas Klapfer Bernhard Gruber Mario Seidl                                             | Nordisk kombination | Lagtävling            | 22 februari 2018 |
| Brons  | Madeleine Egle David Gleirscher Peter Penz Georg Fischler                                            | Rodel               | Lagtävling            | 15 februari 2018 |
| Brons  | Dominik Landertinger                                                                                 | Skidskytte          | Herrarnas 20 km       | 15 februari 2018 |